# Compañía Española de Trabajos Fotogramétricos Aéreos
La Compañía Española de Trabajos Fotogramétricos Aéreos (CETFA) fue la primera compañía aérea española creada en el año 1927 bajo los auspicios de Julio Ruiz de Alda Miqueleiz (que a su vez fue uno de los fundadores de la Falange Española), por José María Ansaldo Vejarano y Fernando Rein Loring, los tres pioneros de la aviación española. Su principal actividad fue la fotografía aérea aplicada a la fotogrametría.
Trabajó especialmente para las confederaciones hidrográficas, diputaciones provinciales y algunos ayuntamientos. Son importantes sus trabajos para el Instituto Geográfico y Catastral, desarrollados en 1945-1947 y su proyecto de ejecución del catastro en España en, 1956 y 1967-1968.
En 1994 la Biblioteca Valenciana adquirió 17.000 fotografías de trabajos de la CEFTA realizados desde los años cuarenta.